# Villas Marcel, Gaby et À l'oiseau bleu
Les villas Marcel, Gaby et À l'oiseau bleu sont trois maisons contiguës sises aux nos  96, 94 et 92 de la rue de Dave à Jambes (Namur) en Belgique. De style Art nouveau elles furent construites ensemble au début du XXe siècle et sont classées au patrimoine immobilier de Wallonie.

## Histoire
Ces immeubles sont l'œuvre de l'architecte Adolphe Ledoux, très actif à Jambes pendant les années 1905-1909. La construction de ces maisons eut lieu en 1908 pour le propriétaire Honoré Lambin, brasseur de profession. Marcel et Gaby étaient deux de ses enfants. On peut voir d'autres immeubles de style Art nouveau à Jambes, comme la maison aux deux vitrines ou la villa Bagatelle.

## Description
Il s'agit en réalité de deux maisons géminées (Villa Marcel au no 96 et Villa Gaby no 94) construites en miroir et d'une troisième maison appelée 'À l'oiseau bleu' faisant l'angle de la rue de Dave (no 92) et de la rue Lambin. Le principal matériau utilisé est la brique blanche. Le soubassement est réalisé en pierre de grès brut et pierre de taille.

### Villas Marcel et Gaby
Chacune de ces maisons jumelles est asymétrique et possède deux travées. La travée intérieure où se trouve la porte d’entrée est la plus étroite et la plus haute (trois niveaux) tandis que la travée extérieure ne compte que deux niveaux. Ces maisons sont remarquables par l'ornementation de leur façade. Des boiseries ouvragées soutiennent les auvents du rez-de-chaussée et du premier étage ainsi que la corniche à deux niveaux très proéminente pour la travée intérieure. Un original ventail en fer forgé et verrerie formant six pétales sépare les deux maisons à hauteur du premier étage. À l’allège de la baie en triplet du premier étage, se trouve un sgraffite en trois parties reprenant les lettres VILLA et MARCEL (GABY) entourées du buste de l’enfant en médaillon. Ces sgraffites sont l’œuvre du Bruxellois Paul Cauchie, spécialiste de cette technique et auteur de la maison Cauchie. Les portes d’entrée en bois sculptés de courbes et d’ondulations possèdent une baie d’imposte décorée de vitraux bicolores. Les baies sont organisées en triplet. Les façades de ces maisons jumelles ont été restaurées au début des années 2010.

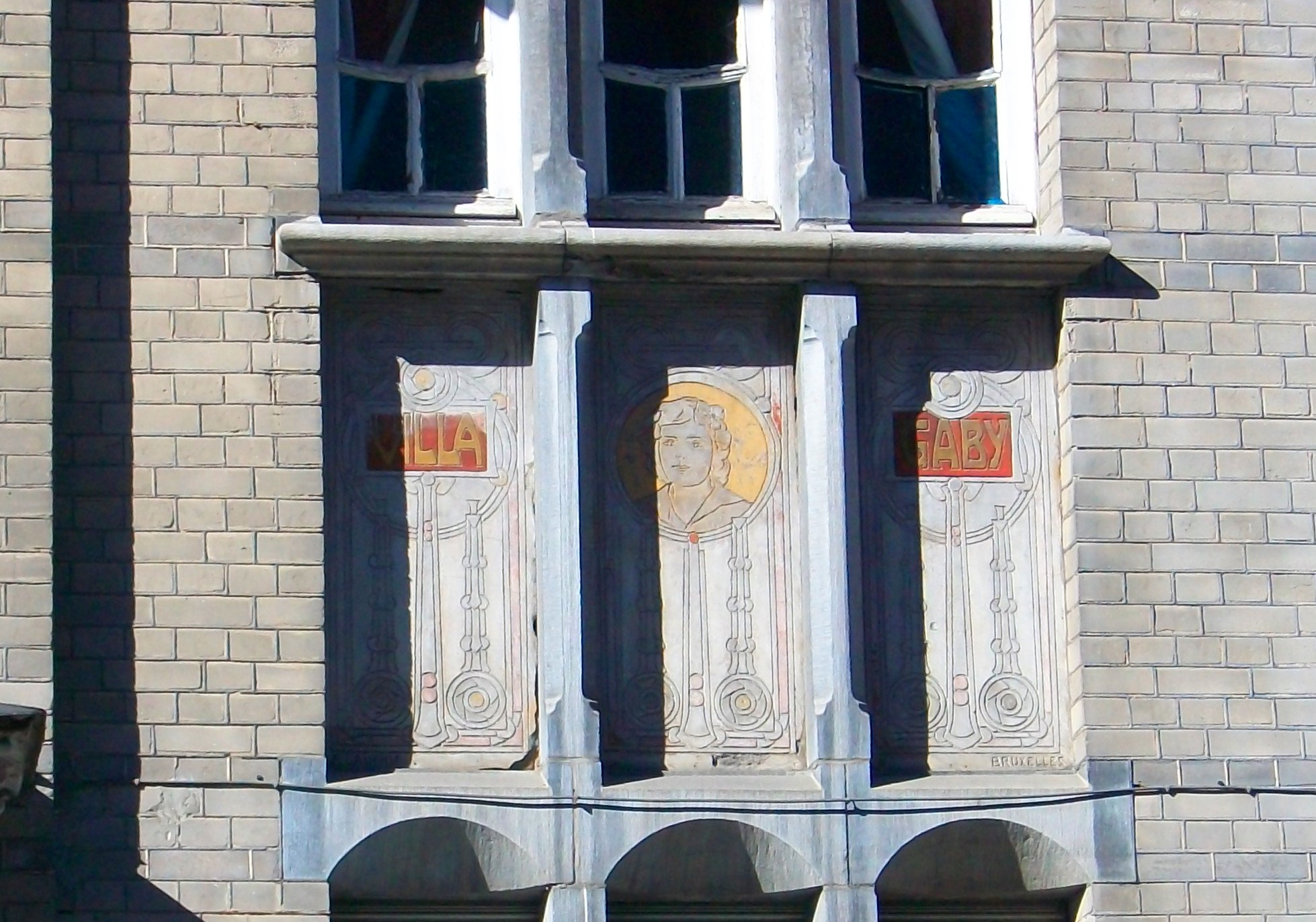
Villa Gaby : sgraffite de Paul Cauchie (1908)

### À l'oiseau bleu
Cet immeuble d’angle possède cinq travées. Une seule travée sur la rue de Dave, une étroite travée d’angle (avec porte d’entrée) et trois travées sur la rue Lambin. Il a une hauteur de trois niveaux rehaussés d’une lucarne en travée d’angle. Les linteaux en pierre de taille sculptés des trois baies du rez-de-chaussée ainsi que la porte d’entrée sont initialement surmontés à leur tympan par des sgraffites eux-mêmes coiffés par un arc de décharge en brique. Sur le sgraffite au-dessus de la porte d’entrée, figure le nom de la maison: 'À l'oiseau bleu'. D’autres sgraffites, plus ou moins aveugles, ornent différentes parties de la façade. Quatre baies en triplet à meneaux se trouvent aux étages des travées jouxtant la travée d'angle.

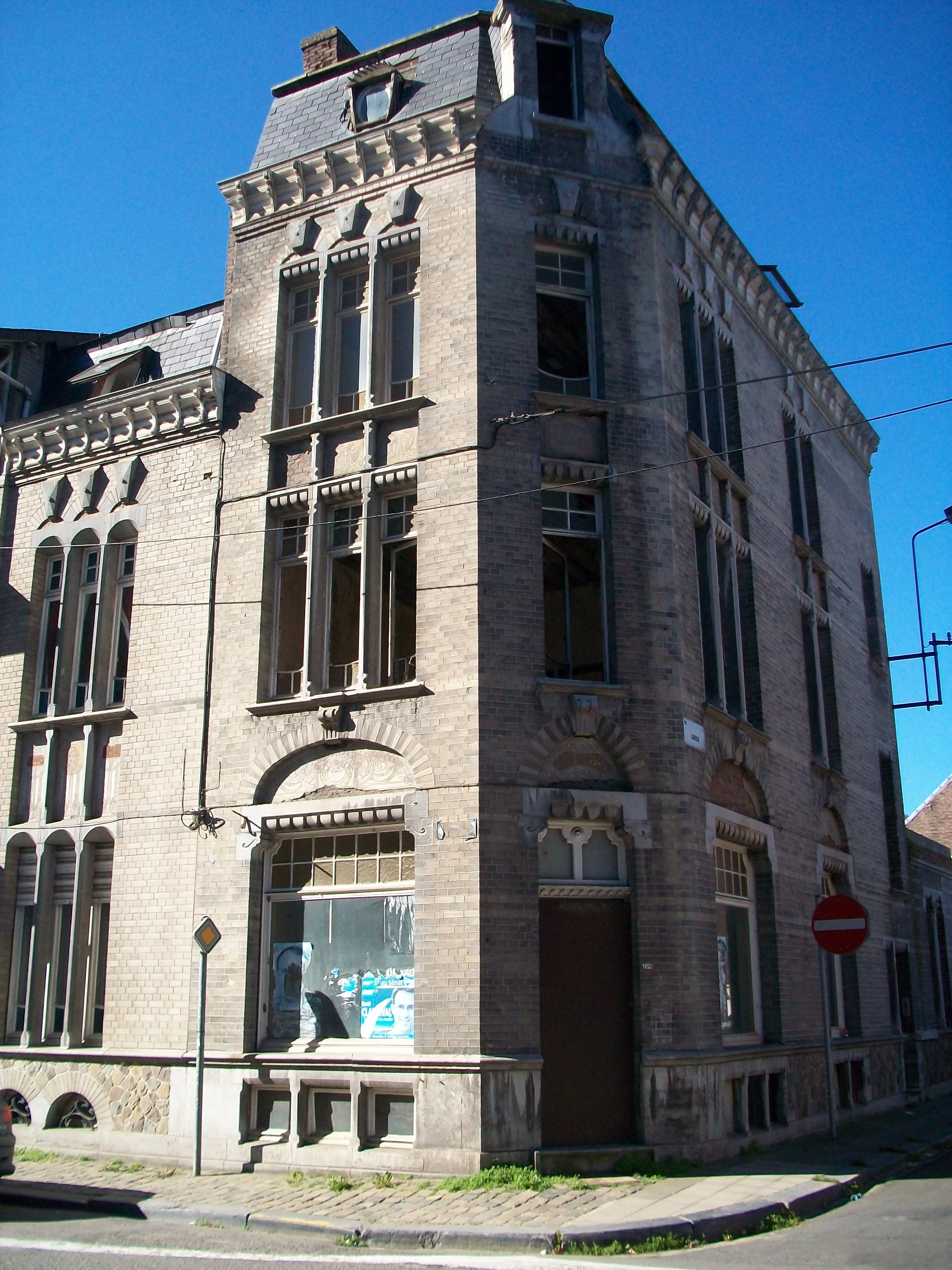
À l'oiseau bleu

## Sources
- Alice Delvaille et Philippe Chavanne, L'art nouveau dans le Namurois et en Brabant wallon, Éditions du Perron, 2005, 131 p. pages 72 à 75  (ISBN 2871142084)
- « Inventaire du patrimoine culturel immobilier – Villas Gaby et Marcel », sur spw.wallonie.be (consulté le 6 novembre 2017)
- « Inventaire du patrimoine culturel immobilier – A l’oiseau bleu », sur spw.wallonie.be (consulté le 6 novembre 2017)